# Relatos de Sebastopol
Relatos de Sebastopol (título original en ruso, Севастопольские рассказы, Sevastopolskiye rasskazy) son tres relatos cortos escritos por León Tolstói y publicados en 1855 para documentar sus experiencias durante el sitio de Sebastopol (1854-1855). El nombre se refiere a Sebastopol, una ciudad en Crimea. Estos breves "esbozos" forman la base de muchos de los episodios de la obra maestra de Tolstói, Guerra y paz.

## Relatos

### Sebastopol en diciembre
En Sebastopol en diciembre, Tolstói usa la narración en segunda persona (con el pronombre "tú") en una introducción a la vida en Sebastopol. El detallado tour es sin duda similar al que Tolstói pudo tener al llegar a Sebastopol en noviembre de 1854. Como parte de esta vuelta de presentación, el narrador lleva al lector desde la estación que es un hospital de campaña en el Ayuntamiento. Ahí se encuentran soldados heridos, amputados, "algunos de ellos en catre de campaña, pero la mayor parte de ellos yaciendo en el suelo". Tolstói también usa Sebastopol en diciembre para presentar al lector el escenario, los comportamientos y el telón de fondo que usará en Sebastopol en mayo y Sebastopol en agosto. Por ejemplo, cuando se refiere al enemigo, sea británico o francés, sólo los franceses son presentados en estos relatos; se les menciona como "'él', como dicen tanto los soldados como los marineros" (Tolstói 198).

### Sebastopol en mayo
En Sebastopol en mayo, Tolstói examina la futilidad y la vanidad de la guerra. La historia examina muchos aspectos de la psicología de la guerra, el heroísmo, y la equívoca presencia del humanismo en las treguas (equívoca porque los países continuamente entran en guerra entre sí, a pesar de las treguas pasadas). Tolstói concluye declarando que el único héroe de su historia es la verdad.

### Sebastopol en agosto de 1855
Lo empezó a escribir en Crimea, en septiembre de 1855, pero lo finalizó en San Petersburgo. Se publicó el 12 de enero de 1856 y, por primera vez, lo hacía con su nombre completo: conde Lev Nikoláievich Tolstói.
Se centra en la historia de dos hermanos: Mijaíl y Vladímir Kozeltsov. El menor llega a combatir en las filas rusas, donde ya estaba el hermano mayor. A través de ellos, narra los combates que, a la postre, significarían la pérdida de la parte sur de Sebastopol. Aquí también critica la disciplina absurda de mandos que no merecen el respeto de sus subordinados.

## Ediciones en España
- Sebastopol. Gassó Hnos., S.A. 1968. ISBN 978-84-332-0250-5.
- Sebastopol. Centenario II (Obra Completa) 35. Espasa Libros, S.L. 2001. ISBN 978-84-239-7191-6.
- Sebastopol. Espasa Libros, S.L. 2003. ISBN 978-84-670-1147-0.
- Relatos de Sebastopol. Editorial Gredos. 2003. ISBN 978-84-249-2384-6.
- Los cosacos; Sebastopol. Círculo de Amigos de la Historia, S.A. ISBN 978-84-225-3193-7.
- Sebastopol. Espasa Libros, S.L. ISBN 978-84-239-0586-7.
- Relatos de Sevastópol. Alba Editorial. 2013. ISBN 978-84-8428-897-8.